# Javi Martínez
Javier Martínez Aginaga (phát âm tiếng Tây Ban Nha: [ˈxaβi marˈtineθ aɣiˈnaɣa]; sinh ngày 2 tháng 9 năm 1988), thường gọi là Javi Martínez là cầu thủ bóng đá chuyên nghiệp người Tây Ban Nha hiện đang chơi cho câu lạc bộ Qatar SC tại Qatar Stars League. Anh chơi tốt ở vị trí tiền vệ trung tâm, tiền vệ phòng ngự và trung vệ.
Javi đến với Athletic Bilbao từ năm 2006 (18 tuổi), thi đấu rất thành công tại đây với 251 trận trong 6 mùa giải tại La Liga, ghi được 26 bàn thắng.
Năm 2012 Javi đến với Bayern München với giá chuyển nhượng kỉ lục tại Bundesliga thời điểm đó là 40 triệu Euro.
Javi là thành viên của đội tuyển Tây Ban Nha giành được 2 danh hiệu FIFA World Cup 2010 và UEFA Euro 2012.

## Danh hiệu

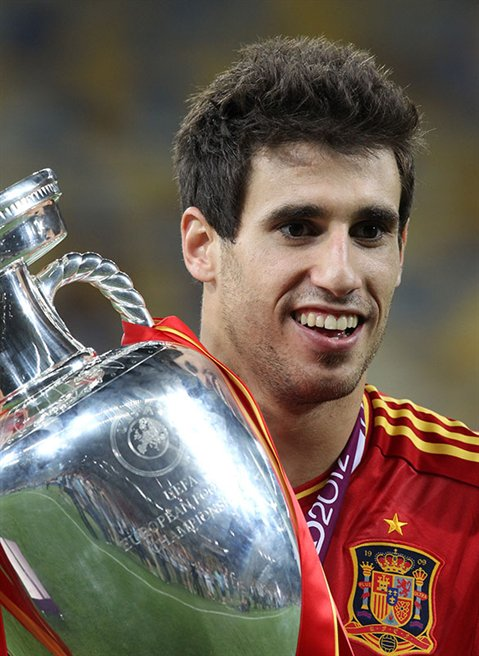
Martínez cùng với chức vô địch UEFA Euro 2012.

### Câu lạc bộ

#### Athletic Bilbao
- UEFA Europa League: Về nhì 2011–12
- Copa del Rey: Về nhì 2008–09, 2011–12
- Supercopa de España: Về nhì 2009

#### Bayern München
- Bundesliga: 2012–13, 2013–14, 2014–15, 2015–16, 2016–17, 2017–18, 2018–19, 2019–20, 2020–21
- DFB-Pokal: 2012–13, 2013–14, 2015–16, 2018–19, 2019–20
- DFL-Supercup: 2016, 2017, 2018, 2020
- UEFA Champions League: 2012–13, 2019–20
- UEFA Super Cup: 2013, 2020
- FIFA Club World Cup: 2013, 2020

### Quốc tế

#### Tây Ban Nha
- FIFA World Cup: 2010
- UEFA Euro: 2012

#### U-21 Tây Bạn Nha
- Giải vô địch bóng đá U-21 châu Âu: 2011

#### U-19 Tây Ban Nha
- Giải vô địch bóng đá U-19 châu Âu: 2011

### Cá nhân
- Cầu thủ La Liga đột phá trong năm: 2010

## Thống kê sự nghiệp

### Câu lạc bộ
Tính đến 22 tháng 5 năm 2021
| Câu lạc bộ          | Mùa giải            | Vô địch quốc gia    | Vô địch quốc gia | Vô địch quốc gia | Cúp quốc gia | Cúp quốc gia | Cúp châu Âu | Cúp châu Âu | Other   | Other  | Tổng cộng | Tổng cộng | Tham khảo     |
| Câu lạc bộ          | Mùa giải            | Hạng đấu            | Số trận          | Số bàn           | Số trận      | Số bàn       | Số trận     | Số bàn      | Số trận | Số bàn | Số trận   | Số bàn    | Tham khảo     |
| ------------------- | ------------------- | ------------------- | ---------------- | ---------------- | ------------ | ------------ | ----------- | ----------- | ------- | ------ | --------- | --------- | ------------- |
| Osasuna B           | 2005–06             | Segunda División B  | 32               | 3                | —            | —            | —           | —           | —       | —      | 32        | 3         | [ 1 ]         |
| Athletic Bilbao     | 2006–07             | La Liga             | 35               | 3                | 1            | 0            | —           | —           | —       | —      | 36        | 3         | [ 2 ]         |
| Athletic Bilbao     | 2007–08             | La Liga             | 34               | 0                | 2            | 0            | —           | —           | —       | —      | 36        | 0         | [ 2 ]         |
| Athletic Bilbao     | 2008–09             | La Liga             | 32               | 5                | 9            | 1            | —           | —           | —       | —      | 41        | 6         | [ 2 ]         |
| Athletic Bilbao     | 2009–10             | La Liga             | 34               | 6                | 1            | 1            | 11          | 2           | —       | —      | 46        | 9         | [ 2 ]         |
| Athletic Bilbao     | 2010–11             | La Liga             | 35               | 4                | 3            | 0            | —           | —           | —       | —      | 38        | 4         | [ 2 ]         |
| Athletic Bilbao     | 2011–12             | La Liga             | 31               | 4                | 9            | 0            | 14          | 0           | —       | —      | 54        | 4         | [ 2 ]         |
| Athletic Bilbao     | Tổng cộng           | Tổng cộng           | 201              | 22               | 25           | 2            | 25          | 2           | —       | —      | 251       | 26        | —             |
| Bayern Munich       | 2012–13             | Bundesliga          | 27               | 3                | 5            | 0            | 11          | 0           | 0       | 0      | 43        | 3         | [ 3 ]         |
| Bayern Munich       | 2013–14             | Bundesliga          | 18               | 0                | 5            | 0            | 8           | 0           | 3       | 1      | 34        | 1         | [ 2 ] [ 4 ]   |
| Bayern Munich       | 2014–15             | Bundesliga          | 1                | 0                | 0            | 0            | 1           | 0           | 1       | 0      | 3         | 0         | [ 5 ] [ 6 ]   |
| Bayern Munich       | 2015–16             | Bundesliga          | 16               | 1                | 3            | 0            | 8           | 0           | 0       | 0      | 27        | 1         | [ 7 ]         |
| Bayern Munich       | 2016–17             | Bundesliga          | 25               | 1                | 4            | 1            | 7           | 0           | 1       | 0      | 37        | 2         | [ 8 ] [ 9 ]   |
| Bayern Munich       | 2017–18             | Bundesliga          | 22               | 1                | 4            | 0            | 10          | 1           | 1       | 0      | 37        | 2         | [ 10 ] [ 11 ] |
| Bayern Munich       | 2018–19             | Bundesliga          | 21               | 3                | 5            | 0            | 6           | 1           | 1       | 0      | 33        | 4         | [ 12 ]        |
| Bayern Munich       | 2019–20             | Bundesliga          | 16               | 0                | 1            | 0            | 7           | 0           | 0       | 0      | 24        | 0         | [ 13 ]        |
| Bayern Munich       | 2020–21             | Bundesliga          | 19               | 0                | 1            | 0            | 8           | 0           | 2       | 1      | 30        | 1         | [ 14 ]        |
| Bayern Munich       | Tổng cộng           | Tổng cộng           | 165              | 9                | 28           | 1            | 66          | 2           | 9       | 2      | 268       | 14        | —             |
| Tổng cộng sự nghiệp | Tổng cộng sự nghiệp | Tổng cộng sự nghiệp | 398              | 34               | 53           | 3            | 91          | 4           | 9       | 2      | 552       | 43        | —             |

1. ↑  Bao gồm Cúp Nhà vua Tây Ban Nha và Cúp bóng đá Đức.
2. 1 2  Ra sân ở UEFA Europa League.
3. 1 2 3 4 5 6 7 8 9  Ra sân ở UEFA Champions League.
4. ↑  1 trận và 1 bàn thắng ở Siêu cúp châu Âu, 2 trận ở Giải vô địch thế giới các câu lạc bộ.
5. 1 2 3 4  Ra sân ở Siêu cúp bóng đá Đức.
6. ↑  1 trận ở Siêu cúp bóng đá Đức, 1 trận và 1 bàn thắng ở Siêu cúp châu Âu.

### Quốc tế
Tính đến 18 tháng 6 năm 2014
| Tây Ban Nha | Tây Ban Nha | Tây Ban Nha |
| Năm         | Số trận     | Số bàn      |
| ----------- | ----------- | ----------- |
| 2010        | 3           | 0           |
| 2011        | 4           | 0           |
| 2012        | 2           | 0           |
| 2013        | 5           | 0           |
| 2014        | 4           | 0           |
| Tổng cộng   | 18          | 0           |

## Liên kết
- BDFutbol profile
- National team data
- Athletic Bilbao profile
- Javi Martínez tại National-Football-Teams.com
- Javi Martínez – Thành tích thi đấu FIFA
- 2010 FIFA World Cup profile Lưu trữ ngày 27 tháng 7 năm 2013 tại Wayback Machine
- Javi Martínez – Thành tích thi đấu tại UEFA
- Transfermarkt